# Patima guianensis
Patima guianensis är en måreväxtart som beskrevs av Jean Baptiste Christophe Fusée Aublet. Patima guianensis ingår i släktet Patima och familjen måreväxter. Inga underarter finns listade i Catalogue of Life.